# Toxorhina chiapasensis
Toxorhina chiapasensis är en tvåvingeart som beskrevs av Alexander 1938. Toxorhina chiapasensis ingår i släktet Toxorhina och familjen småharkrankar. Inga underarter finns listade i Catalogue of Life.